# Браунсвілл (Меріленд)
Браунсвілл (англ. Brownsville) — переписна місцевість (CDP) в США, в окрузі Вашингтон штату Меріленд. Населення — 102 особи (2020).

## Географія
Браунсвілл розташований за координатами 39°22′41″ пн. ш. 77°39′42″ зх. д. / 39.37806° пн. ш. 77.66167° зх. д. (39.378175, -77.661553).  За даними Бюро перепису населення США в 2010 році переписна місцевість мала площу 0,73 км², уся площа — суходіл.

## Демографія
Згідно з переписом 2010 року, у переписній місцевості мешкало 89 осіб у 37 домогосподарствах у складі 24 родин. Густота населення становила 121 особа/км².  Було 42 помешкання (57/км²).
Расовий склад населення:
| - 97,8 % — білих |

До двох чи більше рас належало 2,2 %. Частка іспаномовних становила 0,0 % від усіх жителів.
За віковим діапазоном населення розподілялося таким чином: 24,7 % — особи молодші 18 років, 59,6 % — особи у віці 18—64 років, 15,7 % — особи у віці 65 років та старші. Медіана віку мешканця становила 47,5 року. На 100 осіб жіночої статі у переписній місцевості припадало 102,3 чоловіків;  на 100 жінок у віці від 18 років та старших — 109,4 чоловіків також старших 18 років.
Цивільне працевлаштоване населення становило 48 осіб. Основні галузі зайнятості: освіта, охорона здоров'я та соціальна допомога — 100,0 %.